# Список умерших в 1916 году
В этой статье представлен список известных людей, умерших в 1916 году.
- См. также: Категория:Умершие в 1916 году

## Январь
- 7 января — Андрей Пионтковский (53) — русский учёный, специалист по уголовному праву.
- 8 января — Рембрандт Бугатти (31) —итальянский скульптор; самоубийство.
- 9 января — Нацумэ Сосэки (48) — японский писатель, один из основоположников современной японской литературы.
- 10 января — Реджинальд Кётлиц (55) — британский врач и полярный исследователь.
- 11 января — Лесь Мартович (44) — украинский писатель и общественный деятель.
- 13 января — Сергей Уточкин (39) — один из первых русских авиаторов, футболист, вело-, авто- и мотогонщик начала XX века.
- 15 января — Илларион Воронцов-Дашков (78) — русский государственный и военный деятель.
- 29 января — Клементс Маркем (85), английский географ, исследователь и писатель.
- 30 января — Джозеф Джекобс (61) — английский литературный критик, фольклорист, историк, статистик и общественный деятель.

## Февраль
- 1 февраля — Лев Дмитриев-Кавказский (66) — гравёр на меди, рисовальщик.
- 2 февраля — Михаил Ткаченко (55) — российский украинский живописец и график, мастер пейзажной живописи и маринист.
- 9 февраля — Тютчев, Фёдор Фёдорович (55) — российский военный и писатель, сын поэта Фёдора Тютчева и Елены Денисьевой.
- 28 февраля — Генри Джеймс (72) — американский писатель.
- Григорий Журавлёв — русский художник, иконописец.

## Март
- 7 марта — Винцас Свирскис (81) — литовский скульптор.
- 19 марта — Василий Суриков (68) — великий русский живописец, мастер масштабных исторических полотен.
- 20 марта — Виктор Обнинский (48) — российский общественно-политический деятель.
- 22 марта — Самуил Киссин (30) — русский поэт.
- 24 марта — Михаил Владимирский-Буданов (77) — доктор русской истории, ординарный профессор истории русского права.
- 24 марта — Сотер Ортинский (50) — церковный деятель, василианен, первый епископ Украинской Греко-Католической Церкви в США.
- 27 марта — Карл Мюленбах (63) — латышский языковед, педагог, переводчик.
- 28 марта — Павел Плеве (65) — генерал от кавалерии Русской императорской армии.

## Апрель
- 1 апреля — Габриэль Пети (23) — бельгийская медсестра, ставшая шпионкой во время Первой мировой войны и расстрелянная немцами.
- 5 апреля — Максим Ковалевский (64) — русский учёный, историк, юрист.
- 13 апреля — Василий Маркевич (62) — русский судебный и общественный деятель, сенатор.
- 16 апреля — Виссарион Карандеев (38) — русский минералог и кристаллограф.
- 16 апреля — Карл Браунштайнер (24) — австрийский футболист, играл на позиции защитника.
- 21 апреля — Андрей Лакербая (51) — русский офицер, участник Первой мировой войны.
- 24 апреля — Густав Мантейфель (84) — публицист, историк, этнограф, фольклорист и издатель.

## Май
- 2 мая — Иродион Евдошвили (42) — грузинский поэт.
- 3 мая — Патрик Генри Пирс (37) — ирландский политический деятель, глава Временного правительства Ирландии (1916). Расстрелян.
- 6 мая — Ганс Киари (64) — австрийский и немецкий патолог.
- 8 мая — Имон Кент (34) — ирландский республиканец, революционер, участник Пасхального восстания.
- 13 мая — Шолом-Алейхем (57) — еврейский писатель, драматург и просветитель, один из основоположников литературы на языке идиш.
- 14 мая — Адриан Прахов (70) — русский историк искусства, археолог и художественный критик.
- 17 мая — Борис Голицын (54) — русский физик, изобретатель электромагнитного сейсмографа, князь.
- 20 мая — Иван Толстой — государственный деятель.
- 22 мая — Мариан Перетяткович (43) — русский архитектор и преподаватель.
- 27 мая — Жозеф Симон Галлиени (67) — маршал Франции, участник колониальных войн Франции и Первой мировой войны, военный министр Франции в 1915 — 1916 годах.
- 28 мая — Иван Франко (59) — украинский писатель, поэт, беллетрист, учёный, публицист.

## Июнь
- 1 июня — Джулиус Джейкобсен (54) — английский и австралийский шахматист.
- 5 июня — Гораций Герберт Китченер (65) — английский фельдмаршал, граф.
- 11 июня — Джин Вебстер (39) — американская писательница.
- 22 июня — Александр Ауэрбах (72) — русский горный инженер.
- 25 июня — Сергей Шлихтер (21) — студент, вольноопределяющийся 266-го Пореченского пехотного полка.

## Июль
- 15 июля — Илья Мечников (71) — российский и французский биолог (зоолог, эмбриолог, иммунолог, физиолог и патолог), один из основоположников эволюционной эмбриологии.
- 27 июля — Генри Чарлик (71) — австралийский шахматист.

## Август
- 9 августа — Отто Барт (39) — австрийский живописец, график и альпинист.
- 28 августа — Габриелюс Ландсбергис-Жямкальнис (64) — литовский драматург, театральный деятель, публицист.

## Сентябрь
- 12 сентября — Фарру Гаибов (24) — российский лётчик азербайджанского происхождения, участник Первой мировой войны.
- 19 сентября — Семён Абамелек-Лазарев — крупный российский промышленник.
- 24 сентября — Сурен Спандарян (33) — российский революционер, армянский литературный критик и публицист.

## Октябрь
- 4 октября — Василий Семевский (67) — русский историк либерально-народнического направления, доктор русской истории, профессор.
- 14 октября — Бернард Вудворд — австралийский натуралист британского происхождения, член Геологического общества Лондона.
- 15 октября — Клавдия Алексевич — первая галицко-русская писательница, общественный деятель и педагог.
- 16 октября — Питер Доддс Маккормик — австралийский композитор шотландского происхождения, автор австралийского национального гимна «Развивайся, прекрасная Австралия».
- 18 октября — Магнус Кринский — польско-еврейский педагог, издатель, писатель и редактор.
- 21 октября — Карл Штюргк (56) — австро-венгерский государственный деятель, граф.
- 27 октября — Антон Демянович (60) — член Государственной думы Российской империи I, II, III и IV созывов от Бессарабской губернии. Действительный статский советник.
- 30 октября — Николай Ремезов (51) — русский военачальник, генерал-майор.
- 31 октября — Тина Блау (70) — австрийская художница, специализировавшаяся на пейзажах.

## Ноябрь
- 5 ноября — Алоиза Пашкевич (40) — белорусская поэтесса, прозаик, общественно-политический деятель, актриса, педагог.
- 10 ноября — Альфред Наке — французский врач, химик и политический деятель.
- 12 ноября — Персиваль Лоуэлл (61), американский бизнесмен, востоковед, дипломат, астроном и математик, исследователь планеты Марс.
- 13 ноября — Фредерик Келли (35) — британский спортсмен (академическая гребля) и музыкант.
- 15 ноября — Генрик Сенкевич (70) — польский писатель, лауреат Нобелевской премии по литературе (1905).
- 21 ноября — Франц Иосиф I (86) — император Австрийской империи и король Богемии, апостолический король Венгрии, с 1867 — глава Австро-Венгрии.
- 22 ноября — Джек Лондон (40) — американский писатель, наиболее известный как автор приключенческих рассказов и романов.
- 29 ноября — Теббутт, Джон (82) — австралийский астроном.

## Декабрь
- 5 декабря — Эмерих Кастнер (69) — австрийский музыковед и дирижёр, редактор.
- 6 декабря — Ойген Дюкер (75) — немецкий и эстонский художник.
- 13 декабря — Карл Залеман (66) — русский филолог-иранист.
- 16 декабря — Эдвард Рамсей (74) — австралийский орнитолог.
- 20 декабря — Чарльз Лоуренс (88) — член английской команды по крикету.
- 30 декабря — Огнеслав (Игнатий) Степанович Костович (65) — российский изобретатель и конструктор.
- 30 декабря — Леопольд Сулержицкий (44) — русский театральный режиссёр, художник, педагог и общественный деятель.
- Ночь на 30 (17) декабря — Григорий Распутин (47) — крестьянин села Покровское Тобольской губернии, приобретший всемирную известность благодаря своей близости к семье последнего российского императора Николая II; убит.
- 31 декабря — Николай Иосса — русский горный инженер и металлург.

## Дата неизвестна или требует уточнения
- Христофор Борк — российский музыкант и музыкальный педагог: тромбонист, тубист и исполнитель на ударных инструментах.